# NHK世羅ラジオ中継放送所
NHK世羅ラジオ中継放送所（エヌエイチケイせらラジオちゅうけいほうそうしょ）は、広島県世羅郡世羅町に置かれているNHK広島放送局ラジオ第1放送の中継局である。

## 概要
- 当中継局は、世羅郡世羅町本郷地区に置かれ、世羅町内や周辺地域へ電波を発射している。
- 当中継局がある地域は、これまで周辺地域の中継局からの電波を受信していたが、地形的要因や夜間の電波混信による受信改善の為に設置された。
- なお、NHKラジオ第2放送は引き続き周辺地域の電波を受信し、RCC中国放送ラジオはFM補完放送によりカバーしている。

## 放送送信施設概要
| 放送局名    | 周波数  | 空中線電力 | 放送対象地域 | 放送区域 内世帯数 | 送信空中線    | 開局日        |
| NHK広島 第1 | 1224kHz | 音声100W   | 広島県       | 約-世帯           | 自立式36m鉄柱 | 2004年3月31日 |